# Adam Seroczyński
Adam Dariusz Seroczyński (Olsztyn, 13 de marzo de 1974) es un deportista polaco que compitió en piragüismo en la modalidad de aguas tranquilas.
Participó en tres Juegos Olímpicos, entre 2000 y 2008, obteniendo una medalla de bronce en Sídney 2000, en la prueba de K4 1000 m. Ganó tres medallas en el Campeonato Mundial de Piragüismo entre los años 2002 y 2007, y cuatro medallas en el Campeonato Europeo de Piragüismo entre los años 1997 y 2007.

## Palmarés internacional
| Juegos Olímpicos   | Juegos Olímpicos     | Juegos Olímpicos  | Juegos Olímpicos |
| Año                | Lugar                | Medalla           | Competición      |
| ------------------ | -------------------- | ----------------- | ---------------- |
| 2000               | Sídney (Australia)   | Medalla de bronce | K4 1000 m        |
| Campeonato Mundial |                      |                   |                  |
| Año                | Lugar                | Medalla           | Competición      |
| 2002               | Sevilla (España)     | Medalla de bronce | K1 1000 m        |
| 2006               | Szeged (Hungría)     | Medalla de bronce | K2 1000 m        |
| 2007               | Duisburgo (Alemania) | Medalla de plata  | K2 1000 m        |
| Campeonato Europeo |                      |                   |                  |
| Año                | Lugar                | Medalla           | Competición      |
| 1997               | Plovdiv (Bulgaria)   | Medalla de bronce | K4 1000 m        |
| 1999               | Zagreb (Croacia)     | Medalla de oro    | K4 1000 m        |
| 2002               | Szeged (Hungría)     | Medalla de plata  | K1 1000 m        |
| 2007               | Pontevedra (España)  | Medalla de bronce | K4 1000 m        |